# Raionul Pokrovsk, Donețk
Pokrovsk (în ucraineană Покровський район, transliterat: Pokrovskîi raion) este un raion în regiunea Donețk, Ucraina. Are reședința la Pokrovsk.
Are o suprafață de 4.020 km². Populația este de 402.700 locuitori, determinată în 2020.